# Ǵafýrjan Sýıimbayev
Ǵafýrjan Sabyrjanuly Sýıimbayev (in kazako Ғафуржан Сабыржанұлы Сүйімбаев?; 19 agosto 1990) è un calciatore kazako, difensore o centrocampista dell'Ertis.

## Carriera

### Club
Ha giocato nella massima serie del campionato kazako con Ordabasy ed Ertis.

### Nazionale
Ha esordito con la nazionale kazaka il 7 giugno 2014 nell'amichevole Ungheria-Kazakistan (3-0).

## Palmarès

### Competizioni nazionali
- Coppa del Kazakistan: 3

Ordabasy: 2011
Qaırat: 2017, 2018
- Supercoppa del Kazakistan: 2

Ordabasy: 2012
Qaırat: 2017
- Campionato kazako: 1

Qaırat: 2020